# サン・ロウレンソ (ブラジル)

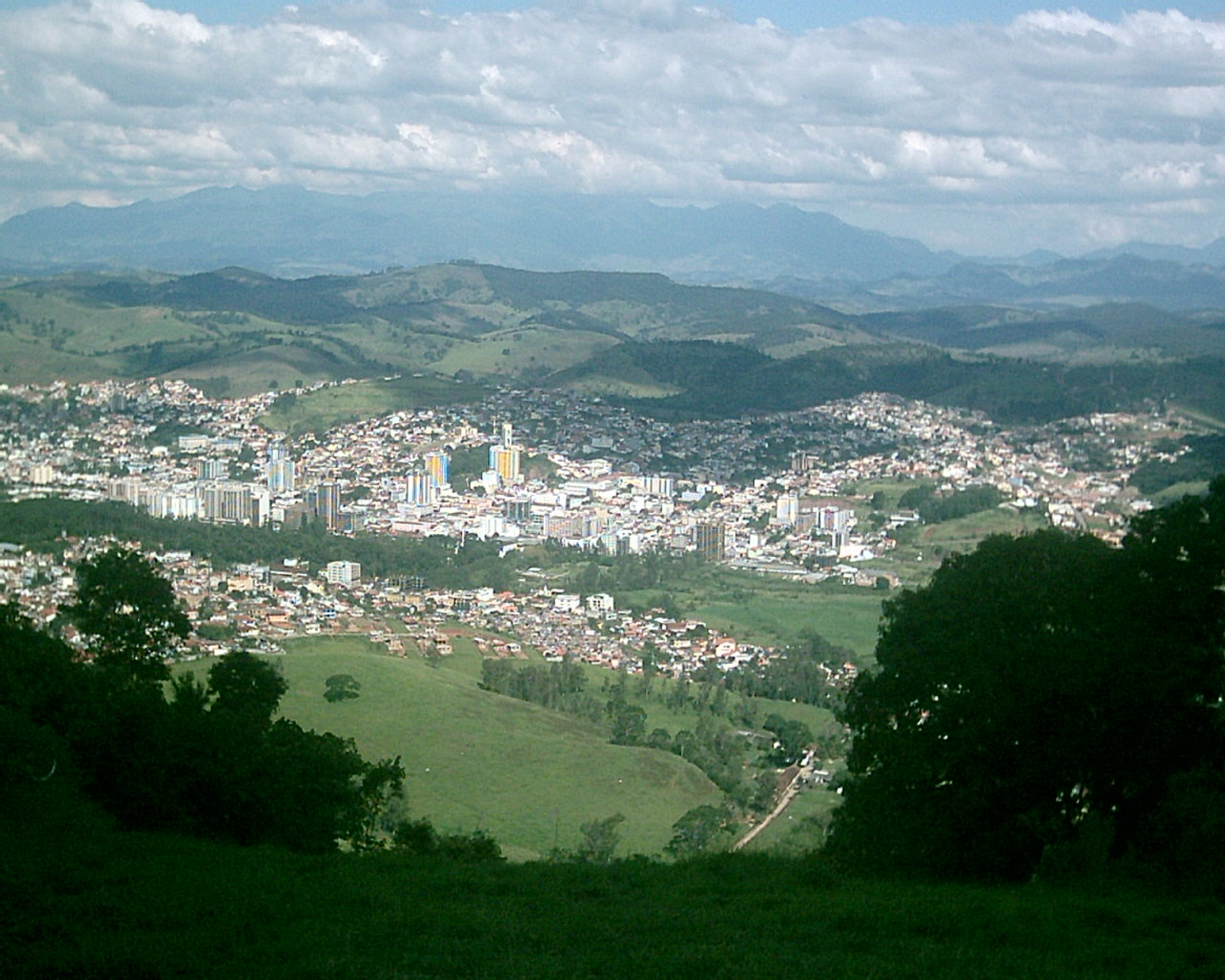

サン・ロウレンソ (ポルトガル語 : São Lourenço) は、ブラジルのミナスジェライス州南部に位置する都市である。2009年の常住人口は4万2688人で、面積は57km2である。気候は穏やかで、平均気温は18°Cであり、冬には気温は0°Cまで下がることもある。市役所の標高は875mであり、熱帯高地気候に属する。この街は1926年、1946年、1986年、1990年、2000年とたびたび洪水の被害に遭っている。湧出するミネラルウォーターで有名であり、またヘルスツーリズムなどの観光も盛んで、温泉リゾートがある。